# Хуан Рока Брунет
Хуан Рока Брунет (ісп. Juan Roca Brunet, 27 жовтня 1950 — 9 липня 2022) — кубинський баскетболіст.
Бронзовий призер Олімпійських Ігор 1972 року, учасник 1976 року.
Переможець Ігор Центральної Америки і Карибського басейну 1978 року, срібний призер 1974 року.